# Саратовский государственный университет генетики, биотехнологии и инженерии имени Н. И. Вавилова
Сара́товский госуда́рственный университе́т гене́тики, биотехноло́гии и инжене́рии и́мени Н. И. Вави́лова (ФГБОУ ВО «Вавиловский университет» Минсельхоза России) — высшее учебное заведение аграрного профиля, одно из ведущих учебных заведений по подготовке специалистов для агропромышленного комплекса Поволжья. Всего в университете обучается свыше 20 тысяч студентов.

## История

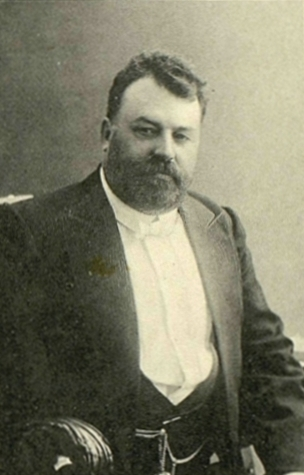
К. Н. Гримм — один из инициаторов создания Высших сельскохозяйственных курсов

Памятник «Хлеб — всему голова» около Учебного корпуса № 2

Памятник «Ветеринарным врачам посвящается» на территории Учебного корпуса № 3

15 сентября 1913 года в Саратове были созданы Высшие сельскохозяйственные курсы для подготовки квалифицированных агрономов. В первом наборе студентов этих курсов было 105 человек. Одним из основателей, а также первым директором курсов был главный агроном Саратова, профессор, заслуженный деятель науки, Борис Харлампиевич Медведев. Ему удалось привлечь к преподаванию лучшие педагогические кадры Саратова того времени: А. А. Богомольца, Б. И. Бирукова, Я. Я. Додонова, В. Р. Заленского, В. Д. Зернова, Н. И. Суса, Д. И. Янишевского и др.
5 апреля 1918 года решением Народного комиссариата земледелия и Народного комиссариата просвещения Высшие сельскохозяйственные курсы были преобразованы в Саратовский сельскохозяйственный институт, но уже 20 сентября того же года институт был присоединён к Саратовскому государственному университету на правах агрономического факультета.
В 1917—1921 годах научной и педагогической работой на курсах и в институте занимался генетик Николай Иванович Вавилов.
В мае 1922 года агрономический факультет выделился из госуниверситета, вновь стал институтом. Первым директором института был избран учёный-биолог, профессор В. Р. Заленский. В это время в институте работали такие видные учёные, как А. И. Стебут, А. П. Шехурдин, Е. М. Плачек, В. С. Богдан, Г. К. Мейстер, Н. М. Тулайков, Я. Я. Дадонов.
В 1923 году открылся мелиоративный факультет. В этой связи Саратовский сельскохозяйственный институт был переименован в Саратовский институт сельского хозяйства и мелиорации.
В начале XX века в городе сформировались такие учебные заведения, как Государственный зоотехническо-ветеринарный институт (1918 год) и Институт механизации и электрификации сельского хозяйства (1932 год; на базе переведённого в Саратов Московского института сельскохозяйственного машиностроения).
Постановлением правительства Российской Федерации от 18 декабря 1997 года «О совершенствовании системы профессионального образования в Саратовской области» три высших учебных заведения сельскохозяйственного профиля — Саратовская государственная сельскохозяйственная академия им. Н. И. Вавилова, Саратовский государственный агроинженерный университет и Саратовская государственная академия ветеринарной медицины и биотехнологии были объединены в Саратовский государственный аграрный университет имени Н. И. Вавилова. Теперь в структуре СГАУ они представлены как учебные комплексы (УК) № 1—3.
Первым ректором объединённого вуза в апреле 1998 года стал Б. З. Дворкин (скончался в 2003 году). В мае 2003 года ректором университета был выбран Николай Иванович Кузнецов. 19 марта 2021 года на должность ректора назначен Дмитрий Александрович Соловьёв.
22 июня 2022 года Учёный совет единогласно поддержал программу трансформации вуза и принял решение ходатайствовать в адрес Министерства сельского хозяйства РФ о переименовании университета в «Саратовский государственный университет генетики, биотехнологии и инженерии имени Н. И. Вавилова». 8 июля 2022 года наименование было утверждено.
8 октября 2024 года распоряжением Правительства России университет передан из ведения министерства сельского хозяйства в ведение министерства образования и науки.

## Деятельность

### Институты
На данный момент в университете функционируют следующие институты:
- Институт генетики и агрономии (директор Рязанцев Н. В.)
- Институт агробизнеса (директор Волощук Л. А.)
- Институт инженерии и робототехники (директор Бакиров С. М.)
- Институт биотехнологии (директор Коник Н. В.)
- Институт международных связей (директор Шадрина А. А.)
- Институт ветеринарной медицины и фармации (директор Ларионова О. С.)

### Основные подразделения

#### Наука
- УНПК «Агроцентр»
- УНТЦ «Ветеринарный госпиталь»
- УНПЛ «Диагностик»
- УНТЦ «АвтоСервис Плюс»
- УНПК «Пищевик»
- УНПО «Поволжье»
- УНВЦ «Фауна»
- Учебно-научно-испытательная лаборатория по определению качества пищевой и с.-х. продукци
- Инжиниринговый центр
  - Центр молодёжного инновационного творчества «Инноватор»
- Спортивно-оздоровительный комплекс общей площадью 3967 м2
- Фитотронно-тепличный интеллектуальный комплекс
- Центр коллективного пользования «Агропродукт»
- Центр коллективного пользования «Молекулярная биология»
- Центр прогнозирования и мониторинга научно-технологического развития АПК

#### Образование
- Военный учебный центр

#### Студенческая жизнь
- Отдел по воспитательной работе и связям с общественностью
- Спортивно-образовательный центр
- Отдел по социальной работе
- Объединённый совет обучающихся
- Первичная профсоюзная студенческая организация
- Студенческие специализированные отряды

#### Библиотечно-информационный центр
- Отдел администрирования и электронных ресурсов
- Отдел технического сопровождения учебного процесса
- Отдел библиотечного обслуживания учебного процесса

### Филиалы
- Финансово-технологический колледж
- Краснокутский филиал
- Марксовский филиал
- Пугачёвский филиал

## Руководство
- Ректор — Соловьёв Дмитрий Александрович

## Галерея

Учебный корпус № 1
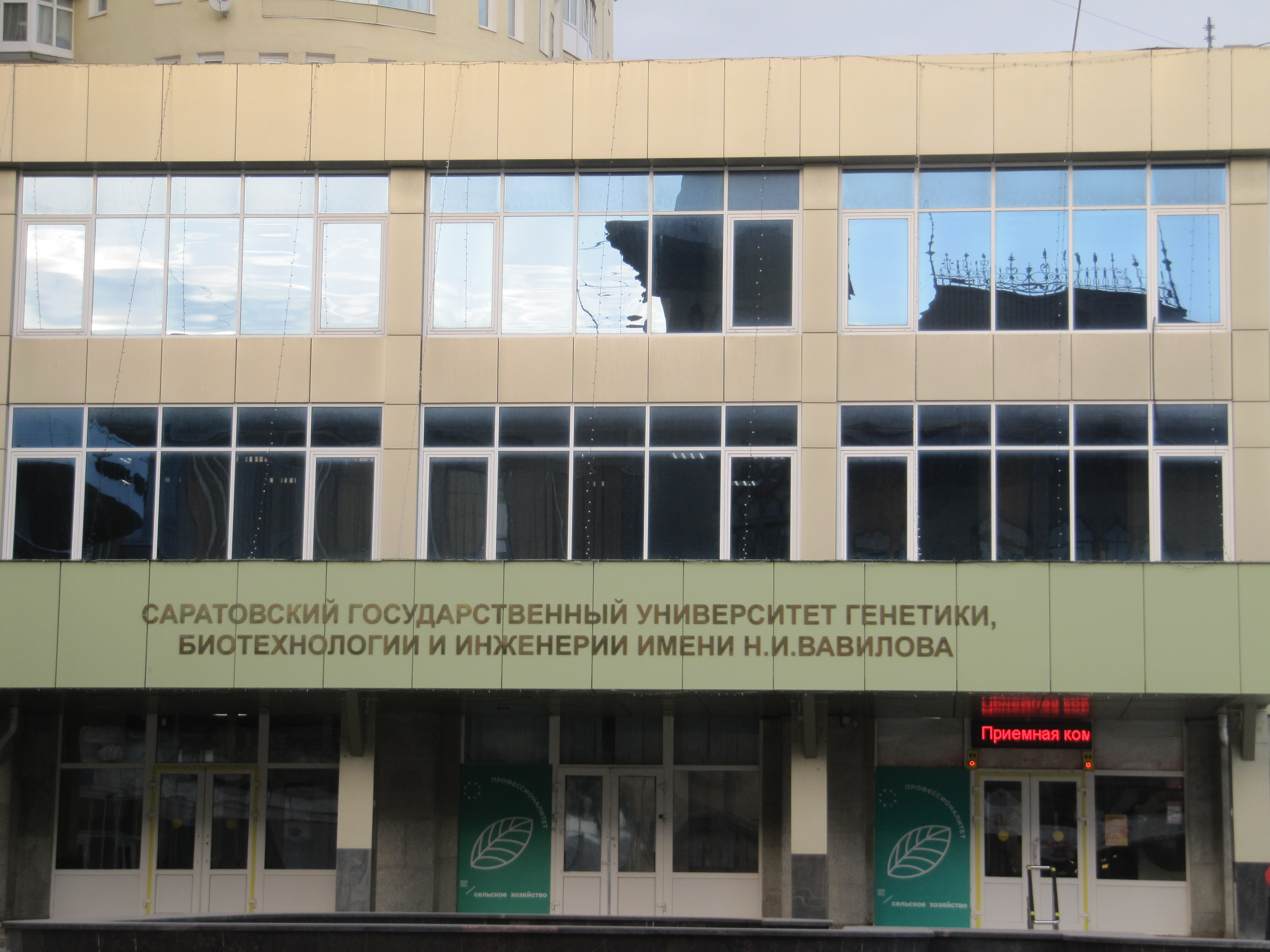
Вавиловский университет вид от фонтана
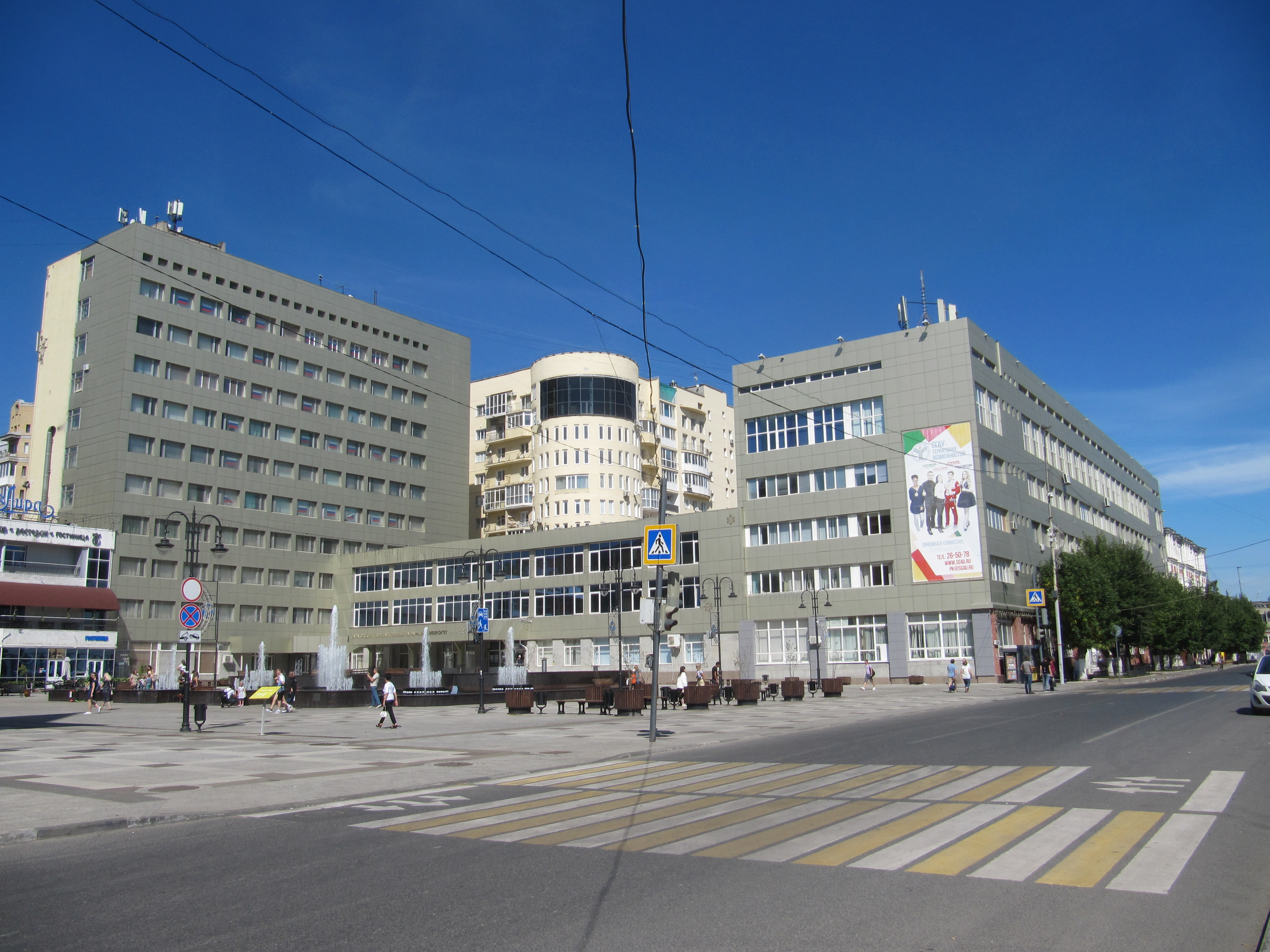
Вавиловский университет вид с проспекта П. Столыпина
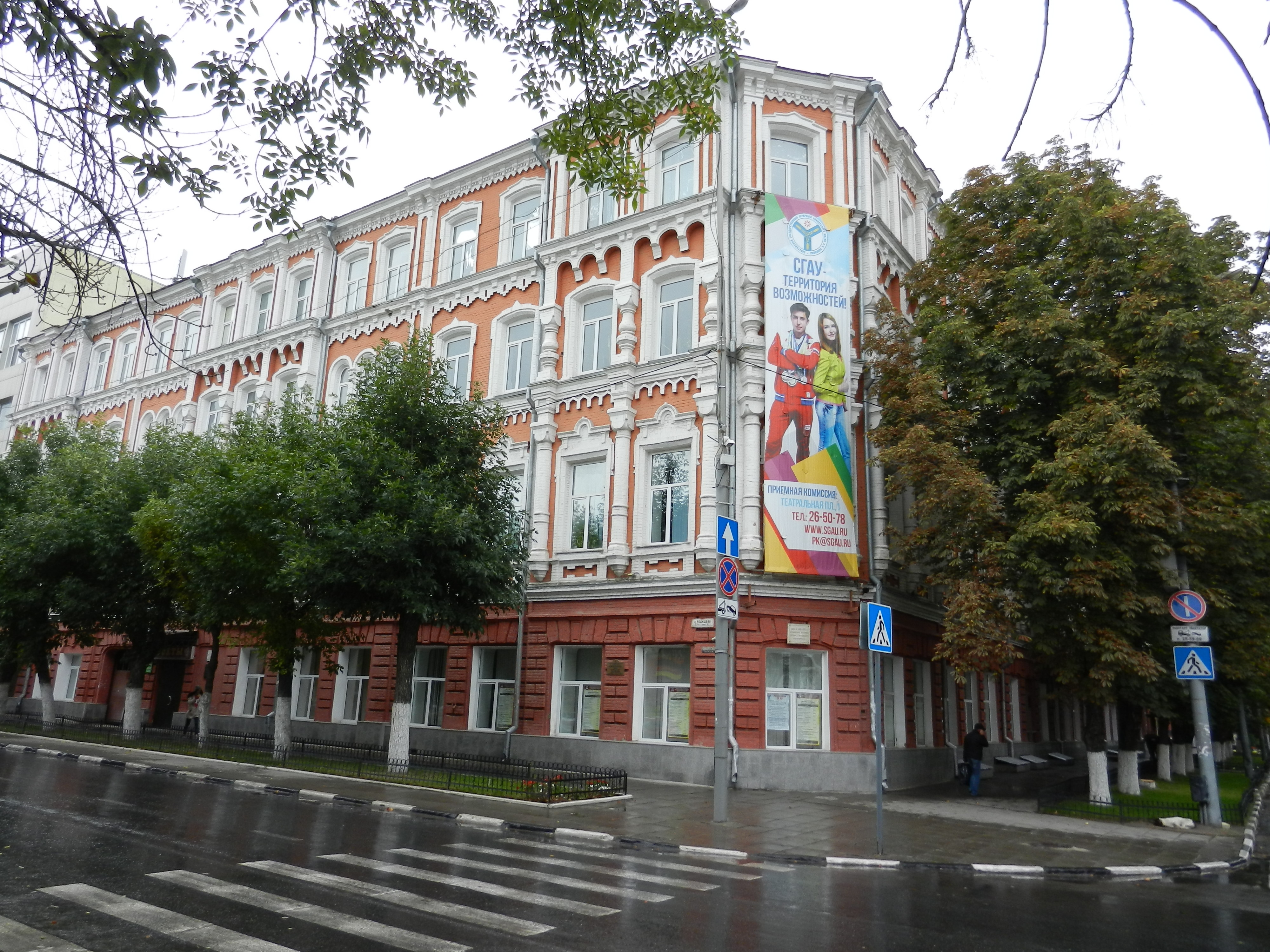
Вавиловский университет пл. Театральная 1 / ул. Радищева 37

Учебный корпус № 2
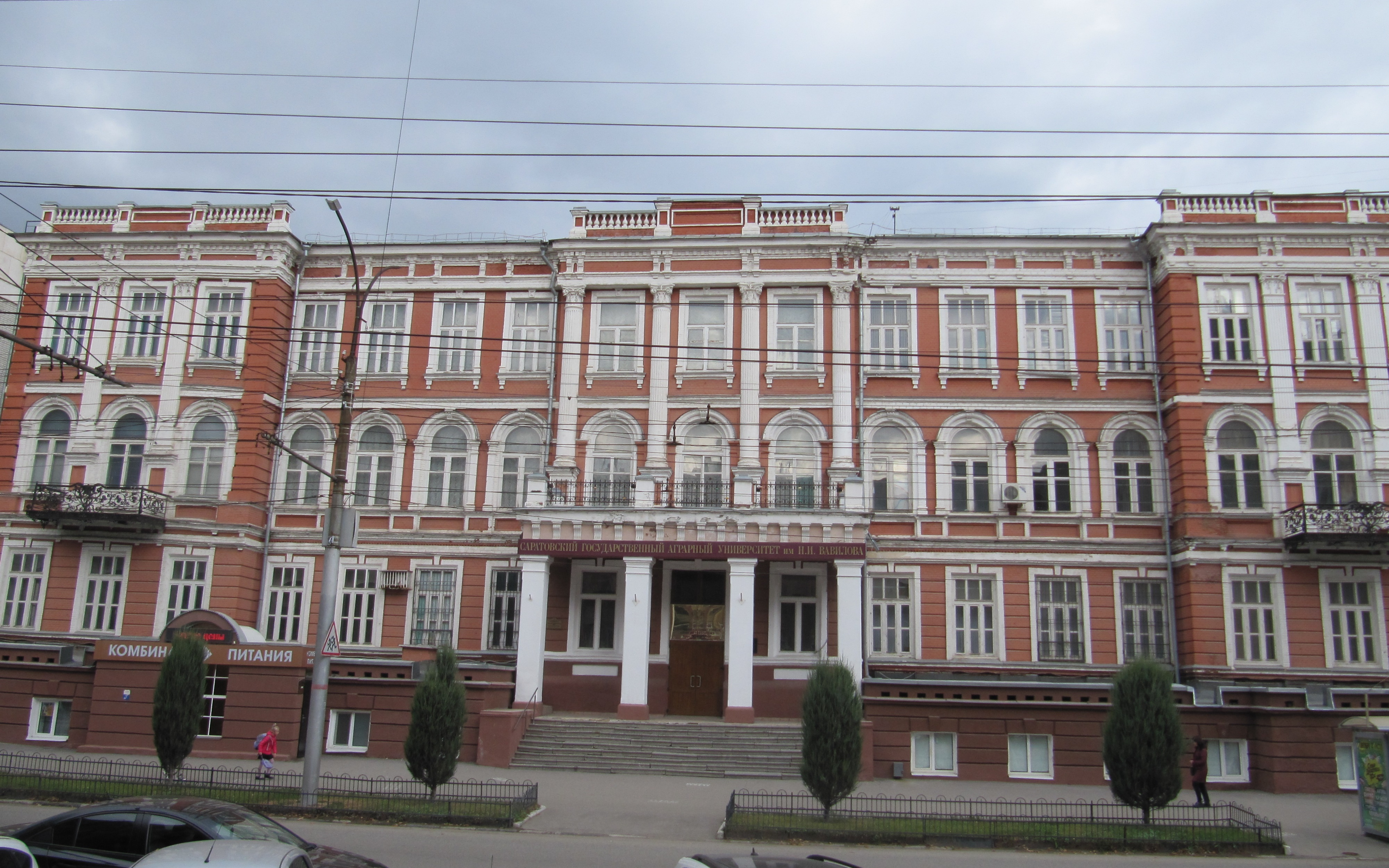
Вавиловский университет вид с ул. Советской
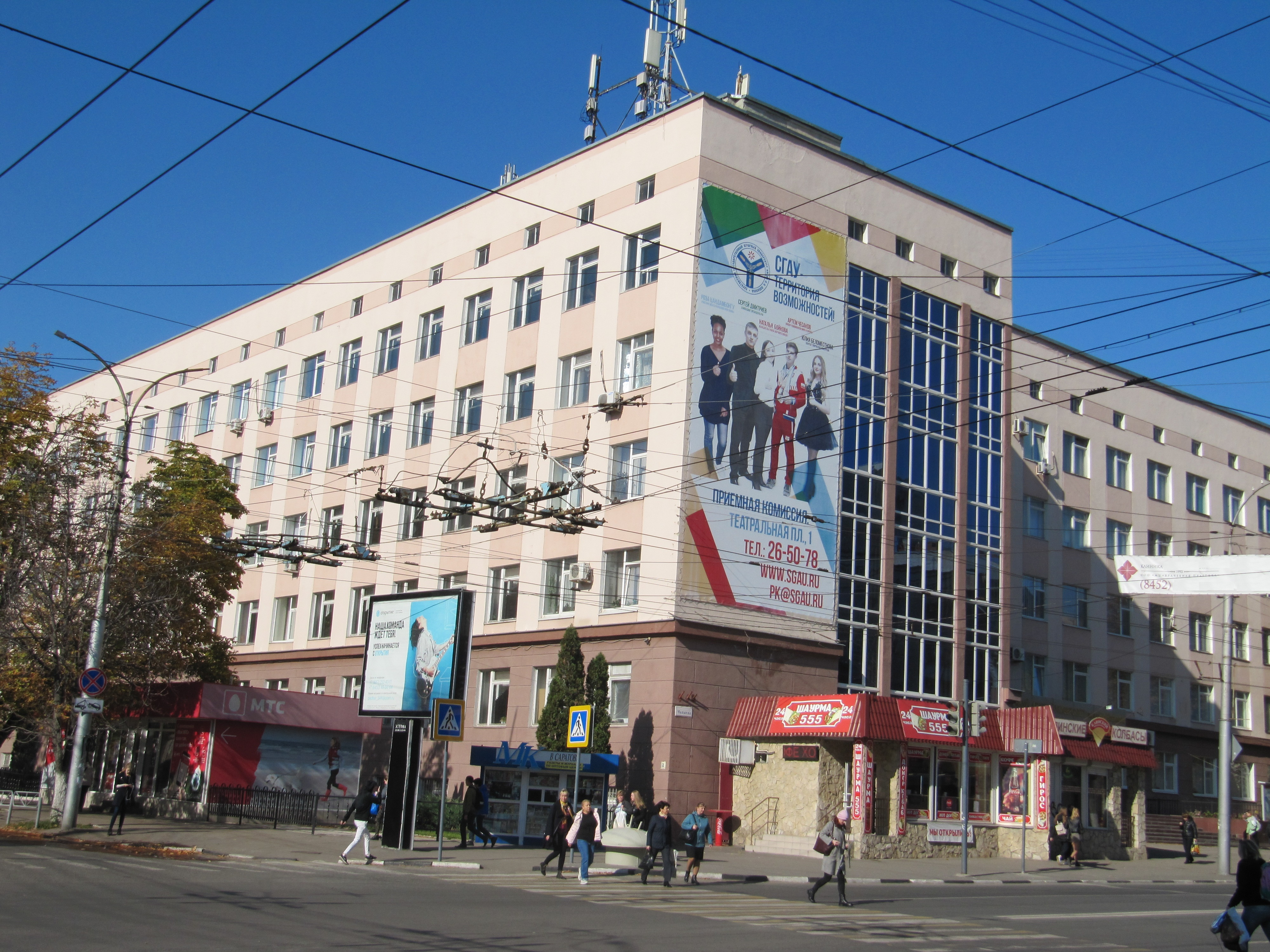
Вавиловский университет ул. Советская 60 / ул. Чапаева

Учебный корпус № 3
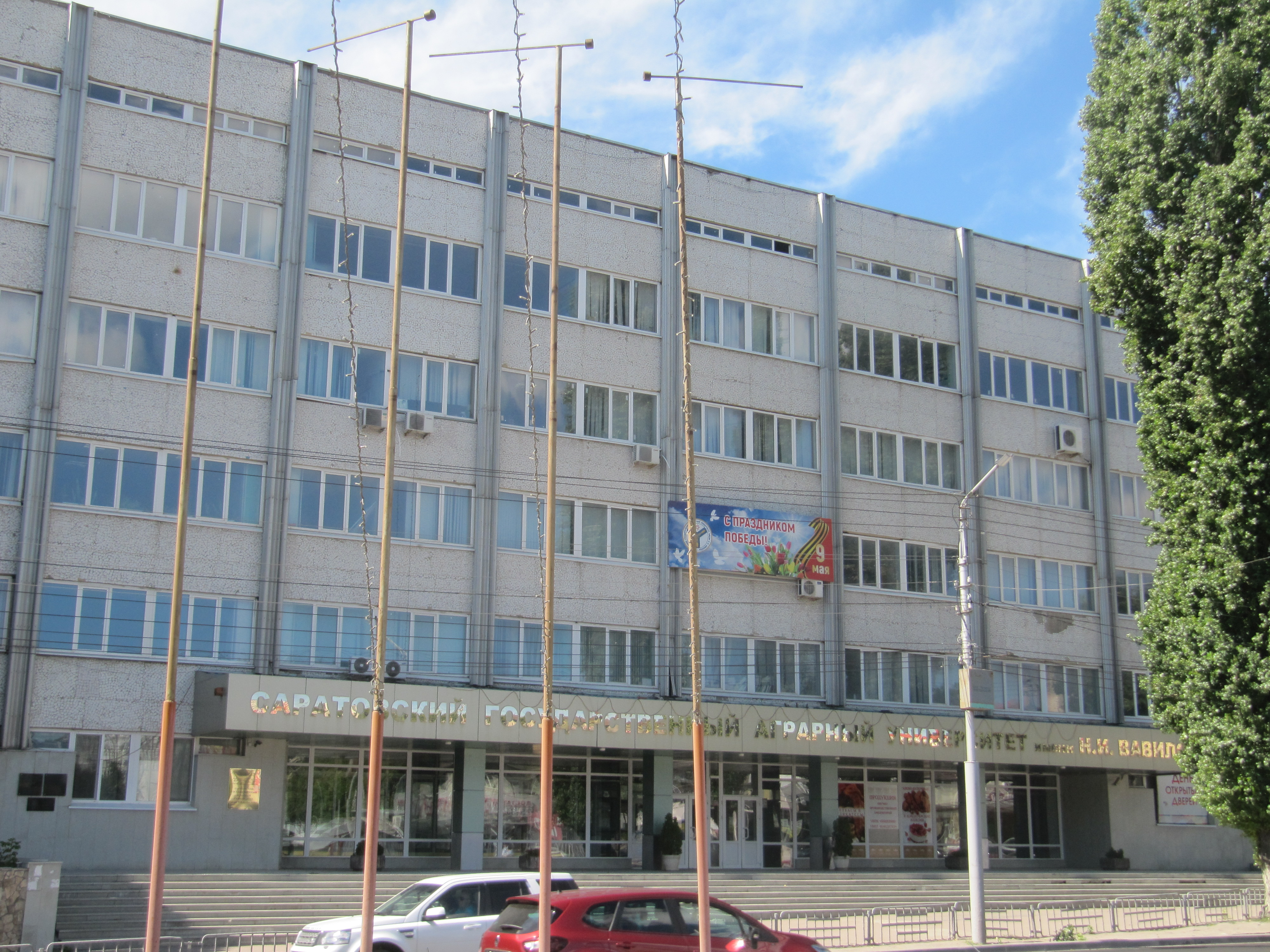
Вавиловский университет Учебный корпус №3 на ул. Соколовая
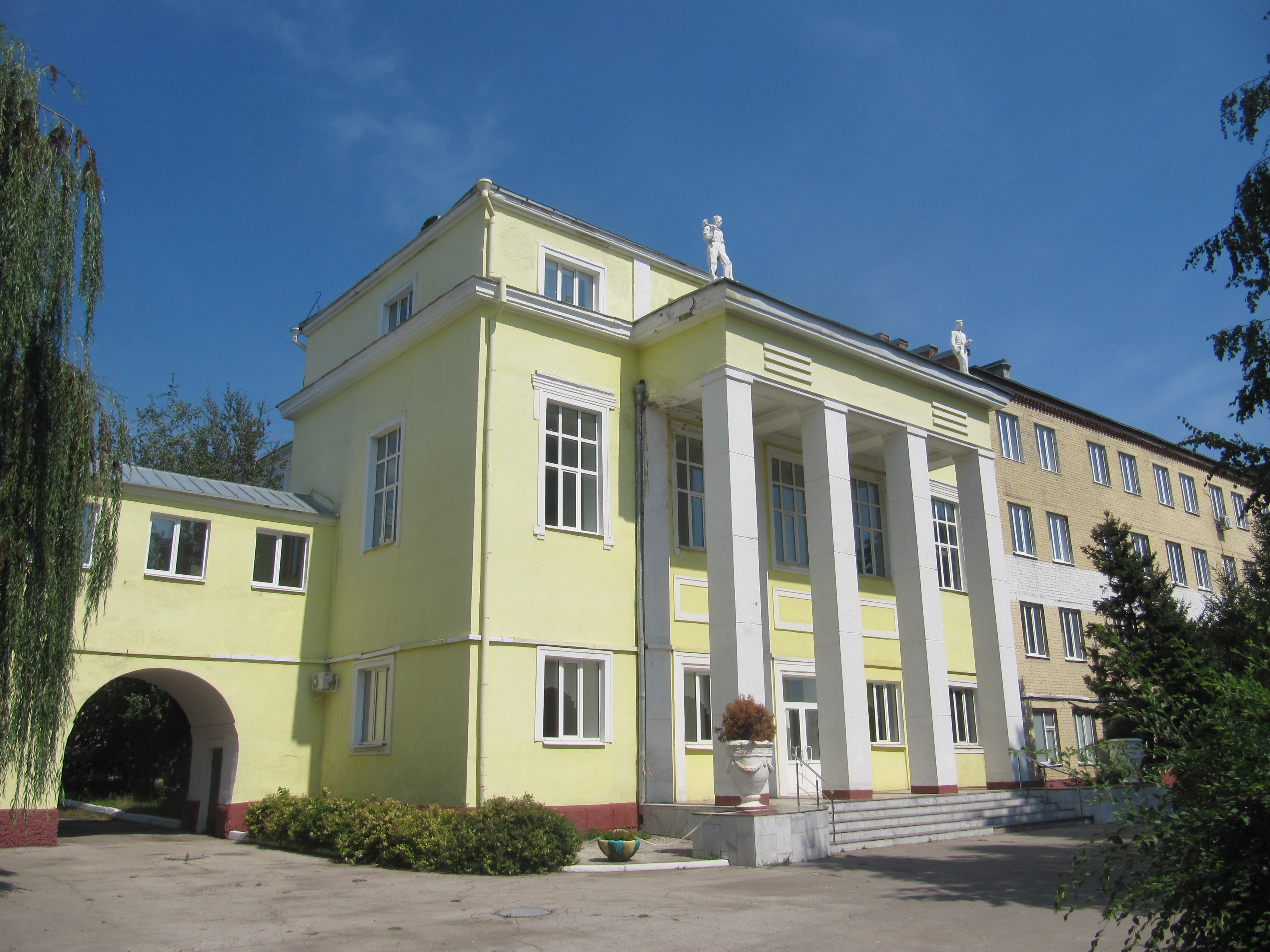
Зооветеринарный институт